# パナソニックセンター東京

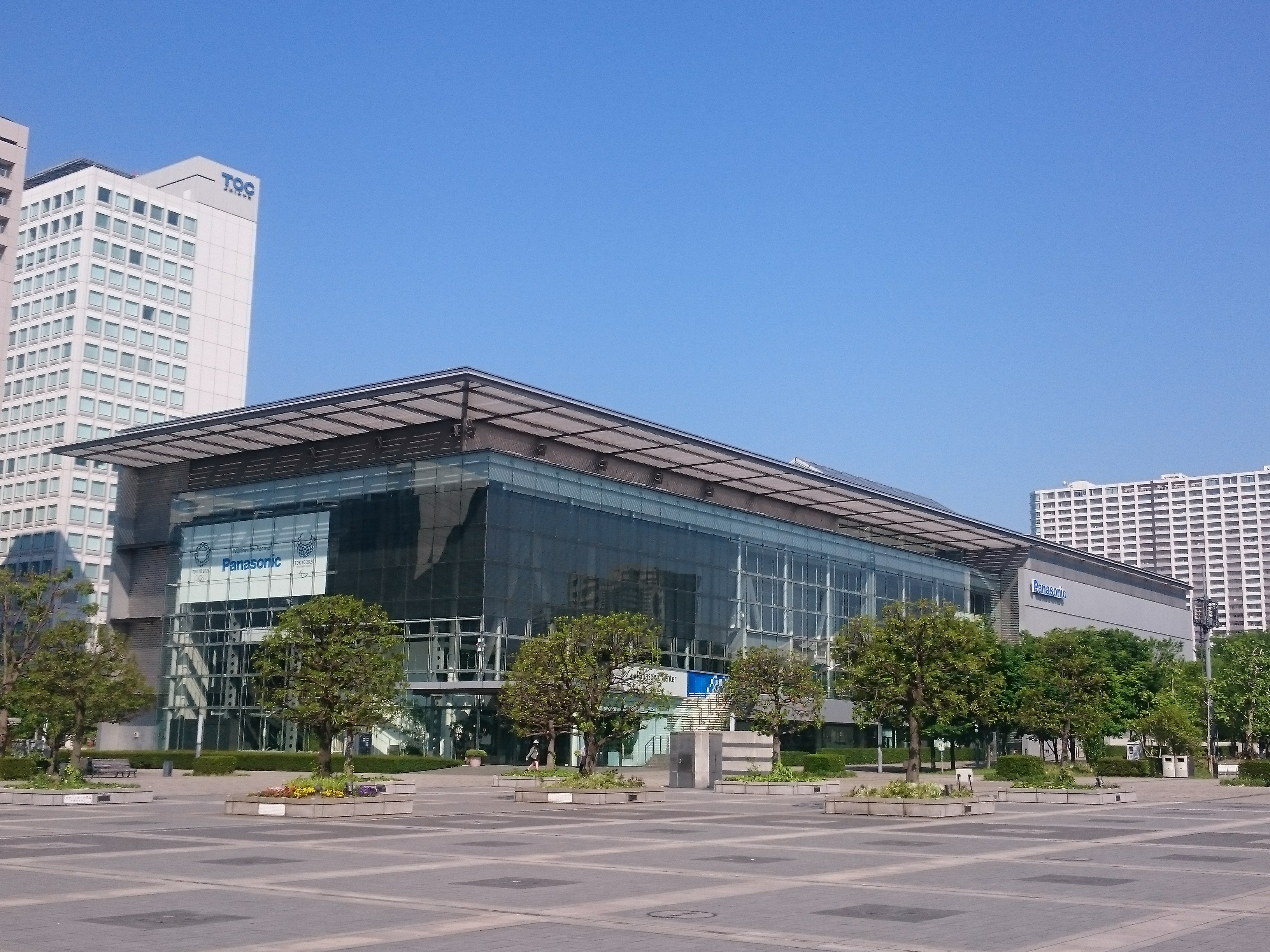
パナソニックセンター東京

パナソニックセンター東京（パナソニックセンターとうきょう）は東京都江東区有明にかつて存在した、パナソニックグループのショウルーム。2024年12月25日をもって閉館した。

## 概要
2002年9月に「パナソニックセンター」としてオープン。2004年に「パナソニックセンター大阪」のオープンに合わせて、2004年10月5日に「パナソニックセンター東京」と改称した。また、同日に松下電工（のちのパナソニック電工。パナソニックに吸収）ショウルームを改装した「ナショナルセンター東京」が港区汐留に誕生した。なお、ナショナルセンター東京は、2008年10月1日に、「パナソニック リビングショウルーム東京」と改称。
- 任天堂のゲームソフトが体験できるブース「ニンテンドーゲームフロント」がある。任天堂のゲーム大会等が行われることがある。

- 2006年7月19日発売の世界最大103インチプラズマテレビが展示されている。

- 「パナソニックセンター有明スタジオ」が併設されている。パナソニックグループと吉本興業の共同運営による収録スタジオとして、M-1グランプリ決勝戦や松下電器産業株式会社 定期株主総会中継会場として使用された。吉本興業は同スタジオの運営から離れ、現在はイベントホールとしての使用が主である。

- 2002年9月から2006年6月まで、林原自然科学博物館のダイノソアファクトリーを開館[2]。その後は小中学生の理数系離れを食い止めようとの意図で企画された施設リスーピアが2006年8月にオープンした[3]。リスーピアは2020年12月27日に閉館し、新たにクリエイティブミュージアムAkeruEが2021年4月3日から開館した[4]。

TOC Ariake方面へ行き来するための館内通り抜けが公認されており、りんかい線国際展示場駅初電から終電までパナソニックセンター東京の営業時間とは関係なく開放されている。
2024年12月25日に本ショウルームを閉館することを同年3月に発表した。東京でのショウルーム機能は2025年3月にリニューアルオープン予定のパナソニック東京汐留ビルに統合する予定としている。

## 交通アクセス
- 住所：東京都江東区有明三丁目5番1号
- 東京臨海高速鉄道りんかい線　国際展示場駅　徒歩1分
- ゆりかもめ　有明駅　徒歩5分
- ゆりかもめ　東京ビッグサイト駅　徒歩5分

## 他の近隣施設
- シンボルプロムナード公園
- 相鉄グランドフレッサ東京ベイ有明
- TOC Ariake
- 東京ファッションタウン（TFTビル）
- 有明フロンティアビル
- 東京ベイ有明ワシントンホテル
- 有明パークビル
- 東京国際展示場（東京ビッグサイト）
- 東京ベイコート倶楽部ホテル&スパリゾート
- 武蔵野大学有明キャンパス
- 有明テニスの森公園